# Raymond Barthélemy
Pour les articles homonymes, voir Barthélemy.
Raymond Barthélemy né le 18 juin 1833 à Toulouse et mort le 30 septembre 1902 à Montrouge est un sculpteur français.

## Biographie

### Enfance et études:
Fils de Bertrand Barthélémy, boucher, et de Margueritte Lagardelle, ménagère, Raymond Barthélémy est élève à l'École des beaux-arts de Paris dans l'atelier de Francisque Duret à partir de 1857.
Il participe au Salon des artistes français en 1859 et récompensé d'une mention honorable.
Il est lauréat d'une mention au concours du prix de Rome de sculpture en 1859 avec un Mézence blessé préservé par l'intrépidité de son fils Lauzus, puis le remporte en 1860 à l'aide d'une figure en ronde-bosse d’Oreste se réfugiant à l'hôtel de Minerve qui s'attire le jugement suivant : « La physionomie de l'Orestre exprime la fatigue, la terreur, l'horreur et la prière. M. Barthélémy a su rendre avec justesse ces sentiments multiples […], les chairs sont habilement mouvementées, elles vivent […]. On y découvre un talent et une science incontestables », et encore "le mouvement est grand et développé, les lignes sont bien trouvées et l'agitation qui domine le sujet n'a pas empêché l'artiste de rester simple et concis". 
Il est pensionnaire à la villa Médicis à Rome du 28 janvier 1861 au 31 décembre 1865. En parallèle. 

### Vie professionnelle:
Vers 1869, il s'installe au 25 rue de Humboldt et à partir de 1881, il réside aussi au 29 rue du Petit-Parc à Montrouge remplacé par le 47 rue Victor-Hugo dans la même ville en 1888. Il participe  à nouveau au Salon des artistes français 14 fois entre 1867 et 1892. 
Le 23 septembre 1871, il épouse à Toulouse, Anaïs Gabrielle Malet, sans profession, née en 1848, fille de feu Jean-Baptiste Malet maroquinier et de Jeanne Bascoul, sa veuve, sans profession. Le sculpteur Louis Rouzet et son frère Richard Barthélémy, aussi sculpteur, furent présents à cette cérémonie. Raymond Barthélémy réside alors au 36 rue des Novars à Toulouse.
À partir de 1875, Raymond Barthélémy est membre du jury de l'École nationale supérieure des beaux-arts.
Il participe en 1878 au concours de la Ville de Nancy pour l'érection d'un Monument à Thiers.
Il eut pour élève le sculpteur René-Louis Foy,, fut membre de la Société des artistes français et adhéra en 1899 à la Ligue de la patrie française.
Il enseigne en 1890 un cours préparatoire spécial de dessin pour les aspirants aux écoles supérieures du gouvernement.
À sa mort en 1902, La Chronique des arts et de la curiosité le mentionne comme « sculpteur de talent ».

## Envois depuis la villa Médicis à Rome
Au cours de son séjour de pensionné à Rome, il doit réglementairement effectuer un envoi annuel à l'Académie des beaux-arts.
- En 1861 (1re année), il réalise un bas-relief en plâtre, Homère et son génie, qui est mal reçu : « La composition est banale, les plans sont vagues et mal entendus. La molle attitude du Génie n'a rien d'héroïque. Homère est sans inspiration[20] ».

- En 1862 (2e année), il sculpte une copie en marbre du Discobole au repos d'après l'antique du musée du Vatican qui rencontre également un accueil critique défavorable : « L'exécution de sa copie est négligée, la tête particulièrement n'a pas le caractère sévère du modèle[21] […] Touché à différentes reprise par la maladie, il n'a pas réalisé la tête d'expression exigée par le règlement[22] ».

- En 1863 (3e année), malade, il ne peut effectuer l'envoi réglementaire que devait constituer le groupe Berger jouant avec un chevreau[23].

- En 1864 (4e année), la maladie persistant, il ne réalise aucun envoi[24].

- En 1865 (5e année), il achève son groupe Berger avec un chevreau ou Faune jouant avec un chevreau qui constitue en retard son envoi de troisième année, jugé d'un « goût maniéré […]. Sa construction incohérente. […] La tête est d'un sentiment faux et l'exécution générale est d'une monotonie qui ne répond pas à l'action du sujet. Cependant sous certains aspects les contours offrent de la finesse[25] ». Il réalise également pour sa cinquième et dernière année de pension un Ganymède, mais comme il n'était qu'ébauché, il ne peut être exposée à la villa Médicis. Après avoir fait l'objet de différentes recommandations[26], il sera présenté au Salon de 1869[27].

## Salons des artistes français
Raymond Barthélemy expose au Salon entre 1859 et 1892 et se voit décerner des médailles d'or à ceux de 1867 et 1869, ce qui lui permet par la suite d'exposer hors-concours.
- 1859 : Un berger élève un monument au moucheron qui lui a sauvé la vie, sujet tiré du Culex[30] de Virgile, statue de plâtre, catalogue no 3072[31],[32],[33]. Il est récompensé d'une mention honorable[5].
- 1867 : Faune jouant avec un chevreau, groupe en plâtre, acquis par l'État, catalogue no 2128[34], qualifié de "bonne figure d'étude"[35],[36], "le torse du danseur, ses bras, ses jambes éveillent dans l'esprit le souvenir de l'art antique"[37],[38].
- 1869 : Ganymède, groupe en plâtre, le groupe en marbre a figuré à l'Exposition universelle de 1878, catalogue no 3237[39],[40],[41] avec « un mouvement de hanche très disgracieux, mais la tête […] a bien le caractère efféminé qui convient à un mignon de Jupiter[42] », « une œuvre agréable […] la tête […] rappelle beaucoup une figure du Léonidas de Louis David ; le mouvement du torse est gracieux et le tout se présente également bien sous tous les aspects[40] » ; Jeune faune jouant avec un chevreau, statue en bronze pour le ministère de la Maison de l'empereur et des beaux-arts, également exposé à l'Exposition universelle de 1878, catalogue no 3238[43],[44] d'un « modelé assez ferme[42] ».
- 1873 : Portrait de M. Pouillet, buste en marbre pour le Conservatoire national des arts et métiers, catalogue no 1510[45],[46].
- 1876 : Le Jeu de grâce, statue en plâtre, catalogue no 3065[47],[48],[49].
- 1877 : Baltard, buste en marbre pour l'Institut, catalogue no 3583[50],[51],[52],[53],[54].
- 1878 : Le Cardinal de la Rochefoucauld, buste en marbre pour le monument élevé à sa mémoire dans la bibliothèque Sainte-Geneviève, catalogue no 4028[55],[56]; Portrait du docteur S…, buste en plâtre, catalogue no 4029[57].
- 1879 : Élie de Beaumont, buste en marbre pour l'École nationale supérieure des mines de Paris, catalogue no 4782[58],[59],[60],[61],[62], dont il est dit : "En sa qualité de savant, M Elie de Beaumont n'a pas ses airs d'imperator triomphant, ses traits calmes et simples ont une expression pensive et profonde, très habilement rendue par l'artiste. Le front magnifique médite ; le regard, perdu sous cette arcade sourcilière, est plein de force et de profondeur. Très beau buste"[63].
- 1880 : Jean-Jacques Bachelier, buste en marbre pour l'École nationale supérieure des arts décoratifs, catalogue no 6080[64],[65],[66],[67],[68].
- 1881 : Jean Bérain, buste en marbre pour l'Académie nationale de musique, catalogue no 3602[69],[70].
- 1882 : Sébastien Bourdon, statue en pierre pour la façade du musée des Moulages de Montpellier, catalogue no 4085[71].
- 1885 : Nymphe jouant au jeu de grâces, statue en bronze, catalogue no 3329[72].
- 1888 : Pastourelle du faune, groupe en marbre, également exposé à l'Exposition universelle de 1889, catalogue no 3767[73],[74],[75] dont est remarquée la « jolie cadence de mouvement[33] ».
- 1889 : Thémis, statue en plâtre, modèle de la statue destinée aux Écoles supérieures d’Alger, catalogue no 4015[76],[77],[78].
- 1892 : M. Alph. G…, buste en plâtre, catalogue no 2260[79].

## Expositions universelles
- 1878 : Jeune Faune jouant avec un chevreau, groupe en bronze ; Ganymède, groupe en marbre.
- 1889 : Pastourelle du Faune, groupe en marbre, no 1670 ; L'Électricité, figure en bronze pour la galerie des Machines. Raymond Barthélemy remporte une médaille d'or[80].

## Œuvres dans les collections publiques
Algérie
- Alger, écoles supérieures : Thémis, 1889, statue.

France
- Amboise, musée Hôtel Morin : Ganymède, 1867, statue en marbre, auparavant au jardin des Tuileries à Paris[81], œuvre brisée[82].
- Carpentras, musée Comtadin-Duplessis : Thémis, 1895, statuette en plâtre[83]
- Chantilly, musée Condé : quatre torchères monumentales d'après des modèles d'Henri Chapu, 1882-1883, bronze et marbre[84].
- Mézidon-Canon, château de Canon : Léonce Élie de Beaumont, 1878, buste en pierre[85].
- Montpellier : Sébastien Bourdon, 1882, statue en pierre pour une façade latérale du musée[86]
- Neuvic, place du marché : Berger jouant avec un chevreau, dit aussi Le Chevrier, 1866, statue en bronze, 182 kg. Pendant la Seconde Guerre mondiale, un groupe de résistants déboulonne et cache la statue pour éviter qu'elle soit envoyée à la fonte dans le cadre de la mobilisation des métaux non ferreux[87].
- Paris :
  - Conservatoire national des arts et métiers : Portrait de M. Pouillet, 1873, buste en marbre[88].
  - Conservatoire national supérieur de musique : Jean Bérain, 1881, buste en marbre.
  - bibliothèque Sainte-Geneviève : L'Architecte Henri Labrouste, 1875, buste en marbre[89], Le Cardinal de la Rochefoucauld, 1879, buste en marbre[90].
  - École nationale supérieure des Arts décoratifs : Jean-Jacques Bachelier, 1880, buste en marbre
  - École nationale supérieure des beaux-arts :
    - Oreste se réfugiant à l'autel de Minerve ou la Folie d'Orestes, 1860, statue en plâtre[91] ;
    - Discobole au repos, 1862, statue en marbre d'après l'antique[92].

  - École nationale supérieure des mines  (bibliothèque) : Léonce Elie de Beaumont, 1879, buste en marbre, exposé au Salon[93],
  - église Notre-Dame-de-la-Croix de Ménilmontant : La Présentation au temple, 1870, bas-relief en pierre.
  - église Notre-Dame-de-Lorette : restauration en 1873 du Christ d'Antoine Desboeufs mutilé durant la Commune de Paris[94].
  - hôtel de ville : Fagon (1638-1718), médecin du roi, 1882, statue en pierre ornant la façade principale.
  - Institut : Baltard, 1877, buste en marbre[95].
  - musée national Jean-Jacques Henner : Portrait de l'architecte Joseph Louis Achille Joyau, 1860, médaillon en plâtre[96].
  - musée d'Orsay : Ganymède, 1868, statue en marbre[97].
  - opéra Garnier, tympan : La Poésie, 1860-1869[98].
  - église Saint-Joseph[Laquelle ?] : Sacré-Cœur, 1876, statue[99]. Jules Raymond le trouve "mauvais de tous points"[100].
- Rochefort : Nymphe jouant au jeu des Grâces, 1876, statue en bronze pour la décoration d'une promenade[101],[102],[103]
- Troyes, musée des Beaux-Arts : Portrait d'Émile Paladilhe, 1863, médaillon en plâtre[104].

Tunisie
- Tunis, palais de la résidence : Pastourelle de faune, dépôt en 1890[105].